# Jaume Faixó Fusellas
Jaume Faixó Fusellas (Girona, 1952 - 1998) va ser un pintor i dibuixant autodidacta català.
Es va interessar per les màscares primitives, va experimentar amb el format de vídeo, i en la seva pintura va treballar amb les textures i el color. Va utilitzar el guix, el sofre, tècniques d'incisió i de pirogravat, i efectes de relleu, com també altres pràctiques pictòriques. Va utilitzar la línia com a element ordenador, afegint els colors blanc i negre com a protagonistes.

## Biografia
Jaume Faixó va néixer a Girona i va estudiar al col·legi Joan Bruguera. Orfe de pare de ben petit, va ser educat per la seva mare, la senyora Conxita, i com a pintor s'ha format gràcies la influència de gent com Josep Tarrés, Josep Colomer, l'escultor Piculives, el seu amic i pintor Enric Ansesa-Gironella, etc.
Tot i que va néixer a Girona, la seva vida va estar molt relacionada amb Salt gràcies a la seva participació en el procés relacionat amb la independència d'aquest. Destaca també la seva relació amb els moviments lligats a la lluita antifranquista.

## Exposicions i obres
Ja només amb 19 anys va fer la seva primera exposició individual i en van seguir moltes d'altres de col·lectives, per exemple amb Quim Corominas i Paco Torres Monsó. També, juntament amb Ansesa Gironella, munta les exposicions al Centre Cultural de la Caixa de Girona - La Fontana d'Or, participant també en el projecte de la renovació de la imatge de les cases del riu Onyar. Finalment, conjuntament amb Ansesa Gironella, va elaborar una carta de colors a partir d'un treball de recerca (la finalitat del qual va ser trobar sota les capes de pintura la pigmentació original) per convertir-ho en un dels símbols de la ciutat de Girona. A la ciutat de Salt es pot gaudir d'una de les seves escultures, la "Porta Transversalt" (1997) que és l'arc d'entrada a la vila venint d'Olot, que és com un arc de triomf postmodern per a la rotonda d'entrada a Salt (venint d'Anglès) ornamentat amb pedres del riu.
A mitjans dels anys 70 en la seva pintura van adquirint protagonisme el cromatisme i el traç, i ell es dirigeix cap a un nou tipus de composició, com ara les composicions organitzades per espais quartejats, articulació de plans i sòbries estructures planimètriques en colors blanc i negre.
Des de l'any 1972 deixa el substrat figuratiu i comença a treballar amb les possibilitats expressives de l'abstracció. Durant uns deu anys Faixó desenvoluparia aquest estil (finals dels anys 70 i els 80), dedicant temps a la recerca formal i compositiva, amb una presència encara rellevant de la figuració. Recentment la galeria Jecsalis s'ha centrat en aquest moment de la vida artística del pintor, presentant les obres que millor representen la seva anàlisi de la geometria.
Va exposar a Girona, a Barcelona, al País Valencià i a Occitània. Entre les seves exposicions recents destaquen: El caos i l'ordre de Jaume Faixó (organitzada per Galería Richard Vanderaa a Girona), Jaume Faixó. Estructuracions (organitzada per Galería Richard Vanderaa a Sant Feliu de Guíxols, Girona), etc. També destaquen exposicions com Què en sabeu de Faixó i Llucià? (organitzada per L'Espai Volart), plantejada amb la intenció de relacionar les obres de Joaquim Llucià (Vidreres 1929 Barcelona 1973) amb les obres de Jaume Faixó, que compartien el mateix posicionament entorn de l'art.